# Бєлов Євтихій Омелянович
Бєло́в Євти́хій Омеля́нович (рос. Евтихий Емельянович Белов; 24 серпня (6 вересня) 1901 — 18 червня 1966) — радянський військовий діяч, генерал-лейтенант танкових військ, Герой Радянського Союзу (29.05.1945). Депутат Верховної Ради УРСР 4-го скликання.

## Біографія

Могила Євтихія Бєлова

Народився 6 вересня  1901 року в селі Чуровичі (нині Климовського району Брянської області) в родині робітника. Росіянин.
У січні 1920 року Бєлова призвали до лав Червоної армії. Брав участь у громадянській війні, воював проти повстанських загонів Махна, служив у 25-й Чапаєвській дивізії. Член ВКП(б) з 1925 року.
1925 року закінчив піхотну школу, 1934 року — Військову академію імені Михайла Фрунзе.
Командував взводом, ротою, танковим батальйоном, полком.
Про довоєнне життя розповідає донька Світлана Євтихіївна Бєлова:
| На батька, та й на усю нашу сім'ю, незримо тиснув 38-й рік. Батька, тоді майора штабу округу, з Києва направили прес-аташе до Чехословаччини, де він перебував, аж поки країну не захопили фашисти. Тоді батько, як і багато інших людей, опинився під підозрою. Поки його не було, до нас часто приїжджав «чорний ворон». Допитували маму, вірить вона чоловіку чи ні. А вже після повернення і його три місяці викликали до Москви на допити. Нам пощастило, що це було вже після XVIII з'їзду партії. Та все ж саме через це наша сім'я опинилася в Ульяновську, бо батька позбавили посади і направили туди. Згодом друзі забрали його у загальновійськову частину в Орел, а перед самою війною він потрапив у Білосток. |

Бєлов Е. О. у званні полковника РСЧА

У боях німецько-радянської війни від червня 1941 року. Війну зустрів на посаді командира 14-го танкового полку 7-ї танкової дивізії. Брав участь у прикордонних боях у Білорусі в складі 10-ї армії. Виходив із полком з оточення. Від 1 жовтня 1941 року до 15 липня 1942 року — командир 23-ї танкової бригади. Під Москвою його бригада знищила 74 ворожі танки. Далі служив заступником командувача по бронетанковим військам 20-ї танкової армії, заступником командувача 3-ї, 57-ї та 4-ї танкових армій.
Від 7 лютого 1943 року — генерал-майор танкових військ.
Воював на Першому Українському фронті. Від березня 1944 року до 30 червня 1945 року — командир 10-го гвардійського Уральського добровольчого танкового корпусу. Був начальником залоги у Кам'янці-Подільському після звільнення міста 26 березня 1944 року.
Танковий корпус під командуванням Бєлова відзначився у квітні — травні 1945 року в операціях з оволодіння Берліном, при форсуванні річок Нейсе та Шпрее, у боях за Потсдам, знищенні котбуського угруповання противника південніше від Берліна, а 9 травня 1945 року першим увійшов до Праги.
Після закінчення війни продовжив службу в армії. 1947 року закінчив Вищі академічні курси при Військовій академії Генерального штабу. Був на командних посадах. Як зазначає донька, «батько в чині генерал-лейтенанта служив у штабі. Потім п'ять років працював у Німеччині. Запрошували на роботу в Москву, але він відмовився».
Від 1956 року генерал-лейтенант Бєлов Є. О. у запасі. Мешкав у Києві, був членом бюро партійної організаці, головою партійної комісії при Радянському районному комітеті КПУ міста Києва. Помер 18 червня 1966 року. Похований на Байковому кладовищі.

## Нагороди
Указом Президії Верховної Ради СРСР від 29 травня 1945 року за мужність і героїзм, проявлені в боях за Берлін і вміле командування танковим корпусом гвардії генерал-лейтенанту Бєлову Євтихію Омеляновичу надано звання Героя Радянського Союзу з врученням ордена Леніна та медалі «Золота Зірка» (№ 2389).
Євтихія Бєлова нагороджено:
- двома орденами Леніна,
- чотирма орденами Червоного Прапора,
- двома орденами Суворова другого ступеня,
- орденом Богдана Хмельницького другого ступеня,
- орденом Вітчизняної війни першого ступеня,
- медалями.